# Haageocereus decumbens
Haageocereus decumbens ist eine Pflanzenart in der Gattung Haageocereus aus der Familie der Kakteengewächse (Cactaceae). Das Artepitheton decumbens bedeutet ‚niederliegend‘.

## Beschreibung
Haageocereus decumbens wächst ausgespreizt oder aufsteigend und bildet häufig reich verzweigte Gruppen mit schlanken Trieben, die Durchmesser von bis zu 5 Zentimeter erreichen. Es sind etwa 20 niedrige Rippen vorhanden. Die ein bis zwei hell- bis dunkelbraunen Mitteldornen sind abwärts gerichtet und bis zu 5 Zentimeter lang. Die bis zu 30 und mehr nadeligen gelblichen Randdornen besitzen eine Länge von 5 bis 8 Millimeter.
Die weißen Blüten erreichen Durchmesser von 4,5 Zentimeter und eine Länge von bis zu 8 Zentimeter.

## Verbreitung, Systematik und Gefährdung
Haageocereus decumbens ist in Peru in der Region Arequipa bei Chala und Mollendo in Höhenlagen von 200 bis 700 Metern verbreitet.
Die Erstbeschreibung als Cereus decumbens erfolgte 1913 durch Friedrich Karl Johann Vaupel. Curt Backeberg stellte die Art 1934 in die Gattung Haageocereus. Weitere nomenklatorische Synonyme sind Borzicactus decumbens (Vaupel) Britton & Rose (1920), Binghamia decumbens (Vaupel) Werderm. (1937, unkorrekter Name ICBN-Artikel 11.4) und Echinopsis decumbens (Vaupel) Mayta (2015).
In der Roten Liste gefährdeter Arten der IUCN wird die Art als „Least Concern (LC)“, d. h. als nicht gefährdet geführt.

## Nachweise